# Waki
Waki (japanska: 和木町?, Waki-chō) är en landskommun i Yamaguchi prefektur i Japan. Den ligger norr om staden Iwakuni på gränsen till Hiroshima prefektur.